# 布尔诺 (旺代省)
布尔诺（法語：Bourneau，法語發音：[buʁno]）是法国卢瓦尔河地区大区旺代省的一个市镇，属于丰特奈勒孔特区。

## 地理
布尔诺（46°32'22"N, 0°49'3"W）面积16.36 平方千米，位于法国卢瓦尔河地区大区旺代省，该省份为法国西部沿海省份，北起大西洋卢瓦尔省和曼恩-卢瓦尔省，西临大西洋，南至滨海夏朗德省，东部及东南部与德塞夫勒省接壤。
与布尔诺接壤的市镇（或旧市镇、城区）包括：马尔赛-圣拉德贡德、梅尔旺、皮索特、圣西尔德加、塞里涅、武旺、里沃迪富日赖。

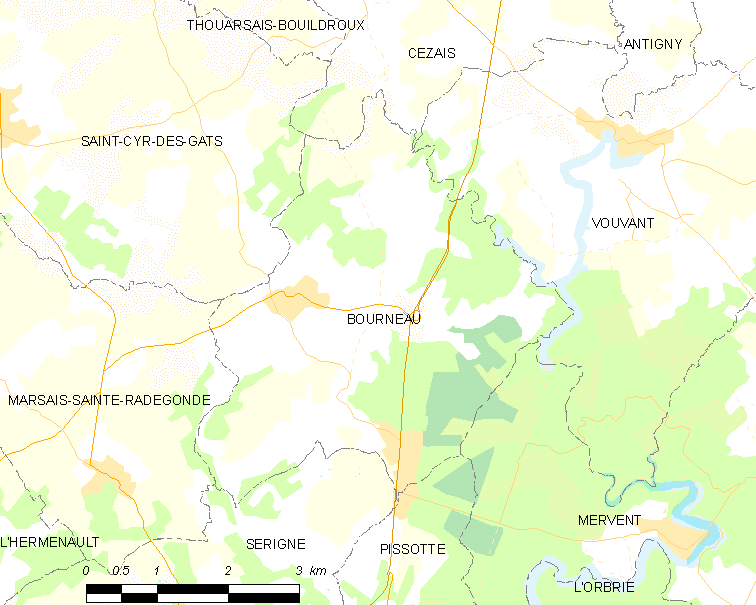
的OSM定位图

布尔诺的时区为UTC+01:00、UTC+02:00（夏令时）。

## 行政
布尔诺的邮政编码为85200，INSEE市镇编码为85033。

## 政治
布尔诺所属的省级选区为拉沙泰涅赖县。

## 人口

1962-2008年间人口变化图示

布尔诺于2022年1月1日时的人口数量为717人。